# Deutscher Filmpreis

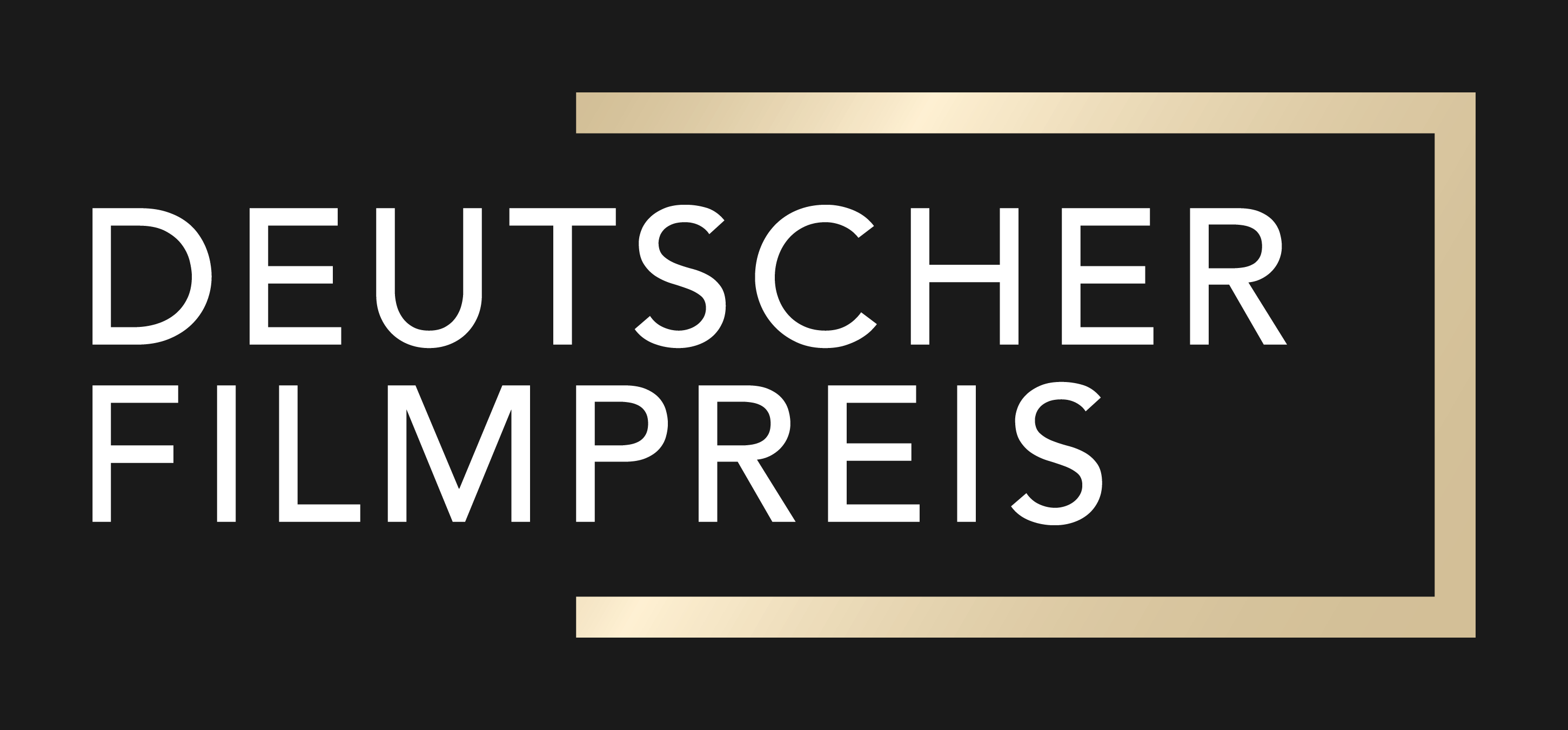
Logo Deutscher Filmpreis dal 2019

Il Deutscher Filmpreis è il più importante premio cinematografico tedesco.
A differenza di altri riconoscimenti cinematografici, come gli Oscar e i Cesar, è accompagnato da un premio in denaro di ben 3 milioni di euro. La cerimonia di premiazione avviene al Friedrichstadtpalast di Berlino. Dal 1951 al 2004 veniva assegnato da una commissione istituita dal Governo della Repubblica Federale Tedesca, mentre dal 2005 è assegnato dalla Deutsche Filmakademie.

## Storia

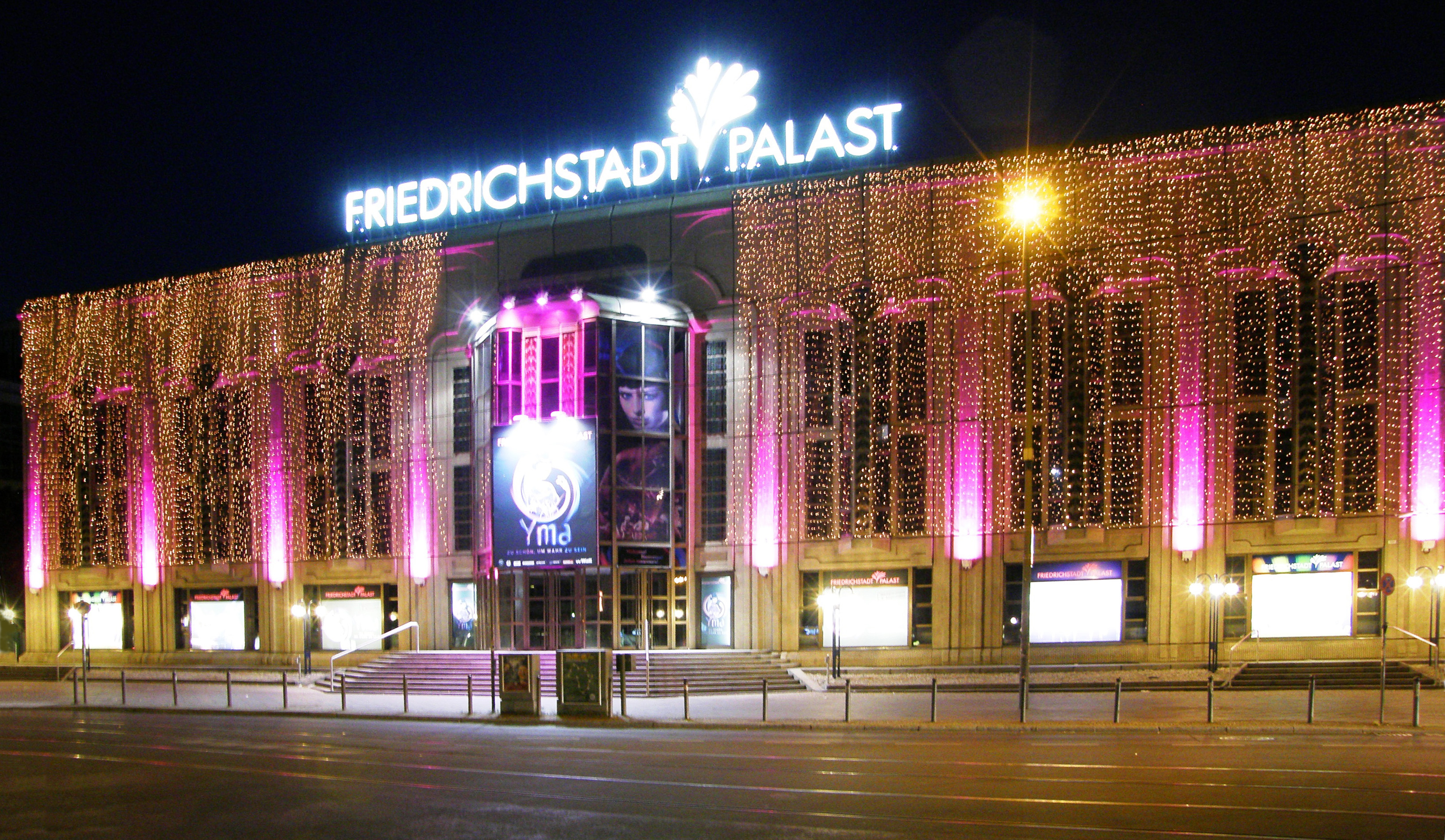
Il Friedrichstadtpalast, al numero 107 di Friedrichstraße a Berlino, dove si svolge la cerimonia di premiazione.

Dal 1951 al 1998 i premi venivano consegnati dal Ministero federale degli Interni (Bundesministerium des Innern) della Repubblica Federale Tedesca e dal 1999 dal Commissario del Governo federale per la Cultura e i Media (Beauftragten der Bundesregierung für Kultur und Medien); i vincitori venivano determinati da una commissione, presieduta tra gli altri anche da leader politici e religiosi. A causa delle critiche per questo modello di rappresentanza proporzionale si optò per seguire il modello del Premio Oscar negli Stati Uniti, nel quale i premi vengono assegnati dai membri della Academy of Motion Picture Arts and Sciences: nel 2003 venne fondata la Deutsche Filmakademie, che nel 2005 sostituì il comitato di selezione.

## La statuetta
Dal 1999 il premio è una statuetta di una figura femminile chiamata Lola, in riferimento alle protagoniste con tale nome in alcuni dei più importanti film tedeschi, come il personaggio di Marlene Dietrich ne L'angelo azzurro di Josef von Sternberg, Lola di Rainer Werner Fassbinder e a Lola corre di Tom Tykwer.

## Categoria
- Lola al miglior film (Bester Spielfilm) – dal 1951.
  - Lola d'oro – dal 1951.
  - Lola d'argento – dal 1986.
  - Lola di bronzo – dal 1986.
- Lola al miglior regista (Beste Regie) – dal 1951.
- Lola alla miglior sceneggiatura (Bestes Drehbuch) – dal 1951.
- Lola al miglior attore (Beste männliche Hauptrolle) – dal 1954.
- Lola alla migliore attrice (Beste weibliche Hauptrolle) – dal 1954.
- Lola al miglior attore non protagonista (Beste männliche Nebenrolle) – dal 1954.
- Lola alla migliore attrice non protagonista (Beste weibliche Nebenrolle) – dal 1954.
- Lola alla migliore colonna sonora originale (Beste Filmmusik) – dal 1954.
- Lola alla migliore progettazione d'immagine (Beste Kamera/Bildgestaltung) – dal 1954.
- Lola al miglior cortometraggio (Bester kurzer Spielfilm) – dal 1954.
- Lola ai migliori costumi (Bestes Kostümbild) – dal 1988.
- Lola ai migliori effetti visivi (Beste visuelle Effekte) – dal 1989.
- Lola al miglior film per bambini (Bester Kinderfilm) – dal 2000.
- Lola al miglior trucco (Bestes Maskenbild) – dal 2011.
- Lola al miglior film straniero
- Lola al miglior documentario (Bester Dokumentarfilm)
- Lola al miglior montaggio (Bester Schnitt)
- Lola alla miglior scenografia (Bestes Szenenbild)
- Lola al miglior sound design (Beste Tongestaltung)
- Premio d'onore (Ehrenpreis) – dal per lo straordinario contributo al cinema tedesco
- Premio Bernd Eichinger

Fino al 2004 veniva assegnato il premio unico "Miglior realizzazione" per le categorie tecniche di fotografia, montaggio, progettazione, produzione, direzione artistica e colonna sonora.
Dal 1999 al 2005 è stato assegnato il Premio del pubblico: film dell'anno, premio che è andato a:
- 1999 – Lola corre di Tom Tykwer
- 2000 – Anatomy di Stefan Ruzowitzky
- 2001 – The Experiment di Oliver Hirschbiegel
- 2002 – Der Schuh des Manitu di Michael Herbig
- 2003 – Good Bye, Lenin! di Wolfgang Becker
- 2004 – Il miracolo di Berna di Sönke Wortmann
- 2005 – La Rosa Bianca - Sophie Scholl di Marc Rothemund